# Hacıəhmədli
Hacıəhmədli è un comune dell'Azerbaigian situato nel distretto di Bərdə. Conta una popolazione di 223 abitanti.